# Pseudoacontias
Pseudoacontias is een geslacht van hagedissen uit de familie skinken (Scincidae).

## Naam en indeling
De groep werd voor het eerst wetenschappelijk beschreven door José Vicente Barbosa du Bocage in 1889. Er zijn vier soorten, de meest recent beschreven soort is Pseudoacontias unicolor uit 2003.

## Uiterlijke kenmerken
De soorten kennen enige variatie in de ontwikkeling van de poten. Twee soorten hebben sterk gereduceerde, flapachtige achterpoten en geen voorpoten. De twee andere soorten zijn geheel pootloos en hebben ook geen uitwendige gehooropeningen als gevolg van de gravende levenswijze.

## Verspreiding en habitat
De soorten komen allemaal endemisch voor in Madagaskar. De habitat bestaat uit regenwouden, alle soorten zijn bodembewoners die graven in de bodem of in de strooisellaag.
Door de internationale natuurbeschermingsorganisatie IUCN is aan alle soorten een beschermingsstatus toegewezen. Deze verschilt per soort, zie de onderstaande tabel.

## Soorten
Het geslacht omvat de volgende soorten, met de auteur, het verspreidingsgebied en de beschermingsstatus.
| Naam                            | Auteur                     | Verspreidingsgebied   | Beschermingsstatus                             |
| ------------------------------- | -------------------------- | --------------------- | ---------------------------------------------- |
| Pseudoacontias angelorum        | Nussbaum & Raxworthy, 1995 | Noordelijk Madagaskar | Bedreigd (Endangered of EN)                    |
| Pseudoacontias madagascariensis | Bocage, 1889               | Madagaskar            | Onzeker (Data Deficient of DD)                 |
| Pseudoacontias menamainty       | Andreone & Greer, 2002     | Noordelijk Madagaskar | Ernstig bedreigd (Critically Endangered of CR) |
| Pseudoacontias unicolor         | Sakata & Hikida, 2003      | Madagaskar (Nosy Be)  | Kwetsbaar (Vulnerable of VU)                   |